# FROG (Rakete)

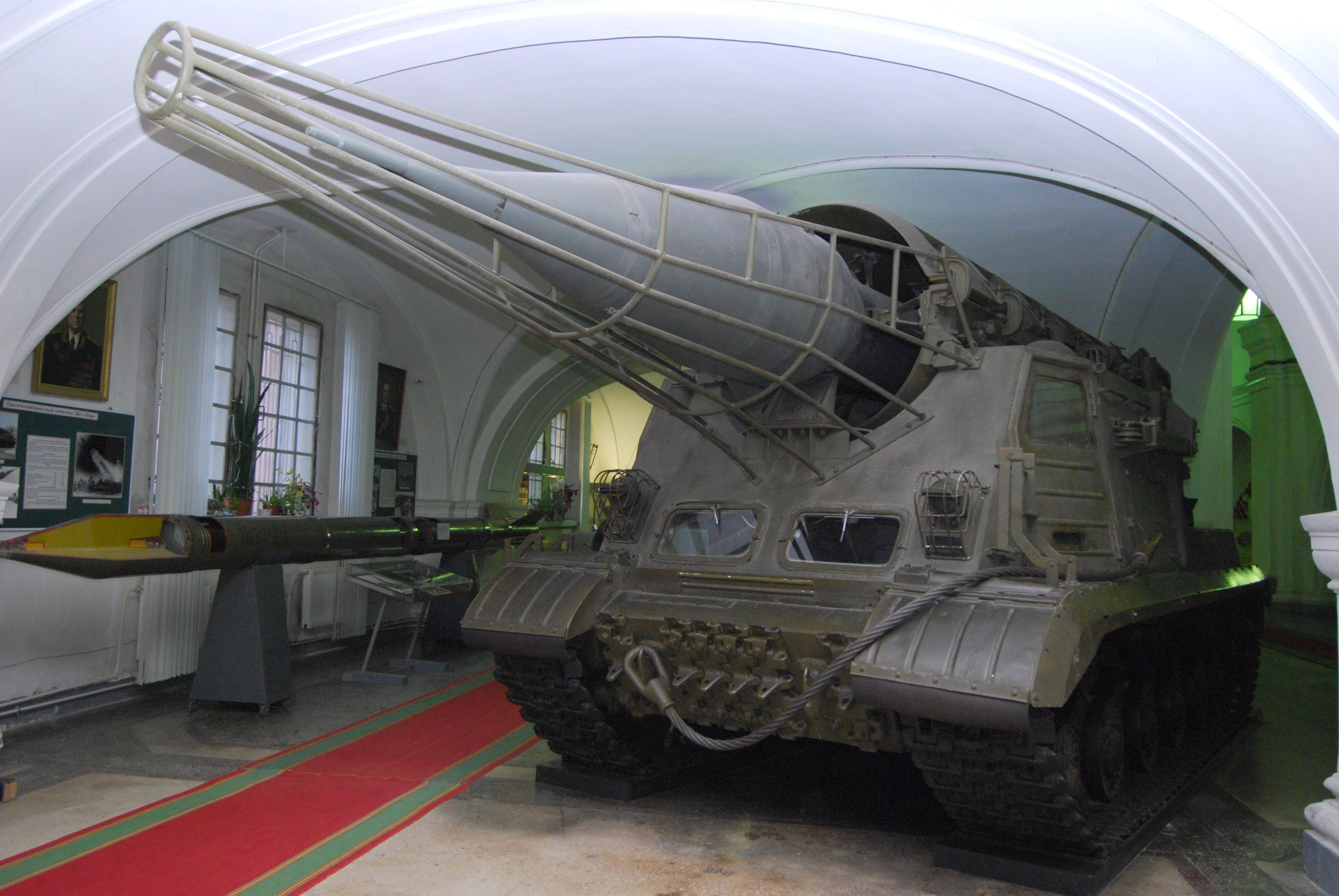
Frog-1 (2K4 Filin mit Rakete 3R2)

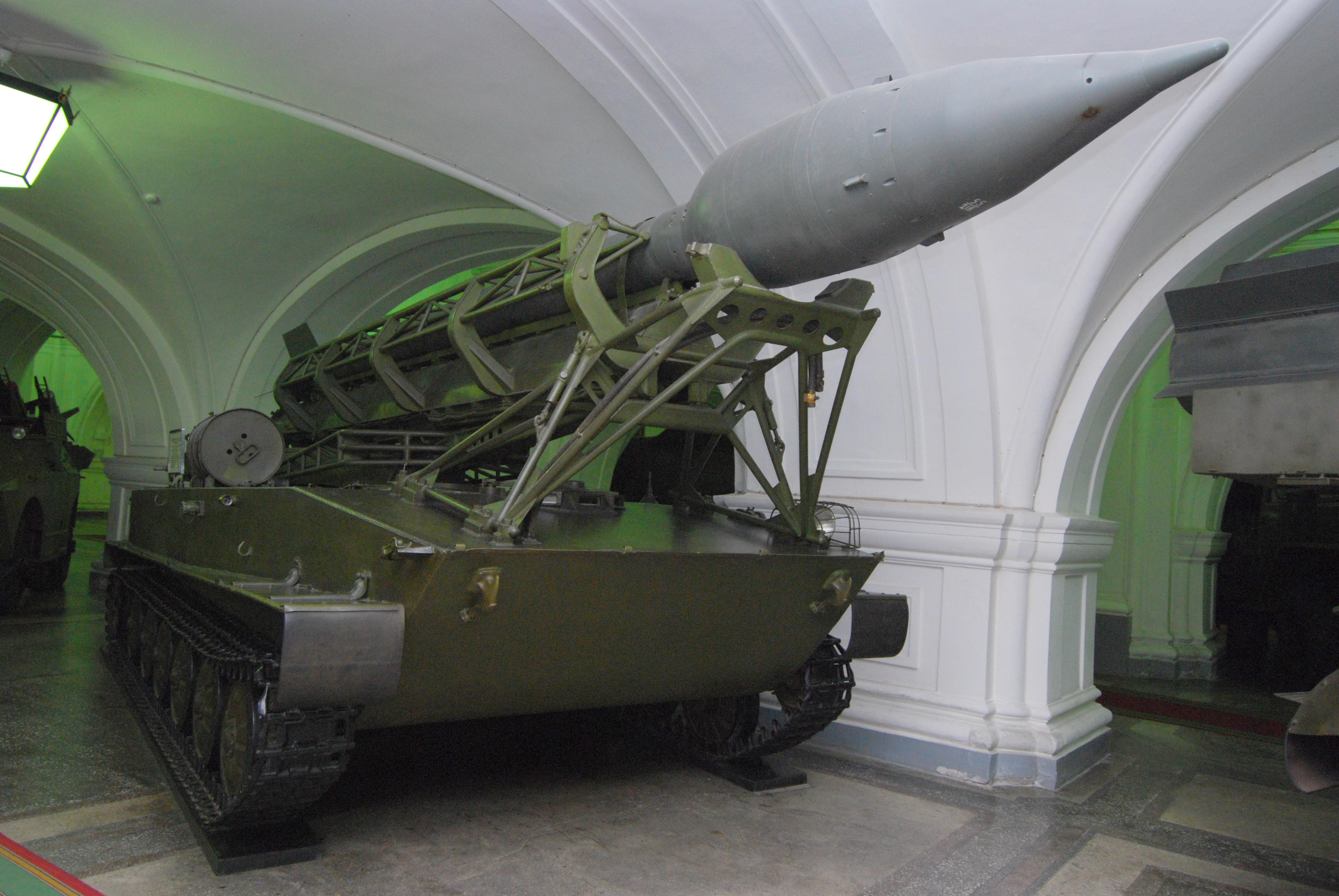
Frog-2 (2K1 Mars mit Rakete 3R1)

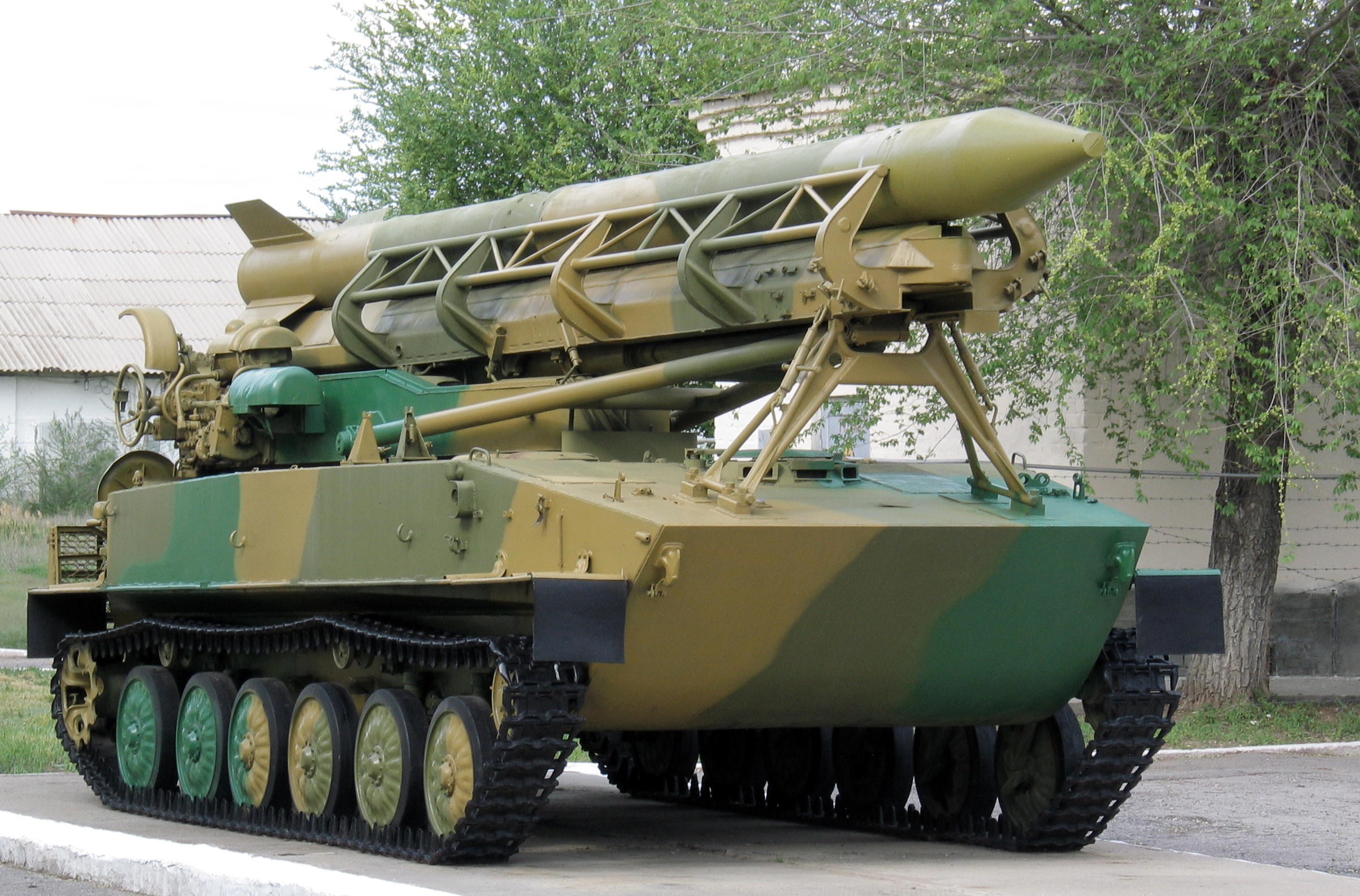
Frog-3 (2K6 Luna mit Rakete 3R9)

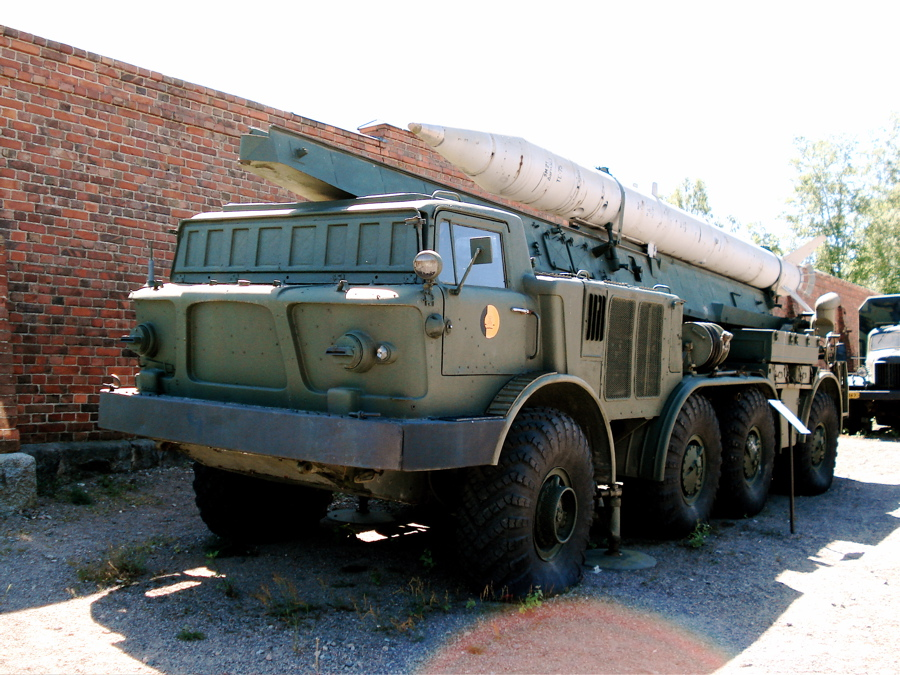
Frog-7B (9K52 Luna-M mit Rakete 9M21)

Free Rocket Over Ground (FROG) (etwa: Freie Über-dem-Boden-Rakete, wobei Frog auch Frosch bedeutet) ist die vom Air Standardization Coordinating Committee (ASCC) der NATO vergebene Bezeichnung für eine Serie von in der Sowjetunion entwickelten Kurzstreckenraketen. Bei allen Raketen handelt es sich um einstufige, ungelenkte, drallstabilisierte Feststoffraketen. 

## FROG-1
Als FROG-1 wurde die Rakete 3R2 (3Р2) des taktischen Raketenkomplexes 2K4 Filin bezeichnet. Die Rakete trägt einen nuklearen Gefechtskopf bei einer Reichweite von 25,7 km und einem CEP von 1.000 m. Das 1957/58 in geringer Stückzahl produzierte System gelangte nicht in den Truppendienst.

## FROG-2
Als FROG-2 wurde die Rakete 3R1 (3Р1) des taktischen Raketenkomplexes 2K1 Mars bezeichnet. Die Rakete trägt einen nuklearen Gefechtskopf bei einer Reichweite von 17,5 km und einer Treffergenauigkeit von 770 m. Die 1959/60 hergestellten 25 Startfahrzeuge wurden bis 1970 aus der Bewaffnung der Sowjetarmee herausgelöst.

## FROG-3
Als FROG-3 wird die Rakete 3R9 (3Р9) des taktischen Raketenkomplexes 2K6 Luna bezeichnet. Die Rakete trägt einen konventionellen Splitterspreng-Gefechtskopf bei einer Reichweite von bis zu 44,5 km und einer Treffergenauigkeit von 1200–2000 m. Das Waffensystem wurde in großen Stückzahlen produziert, in der Sowjetarmee bis 1982 genutzt und in zahlreiche Staaten exportiert.

## FROG-4
Als FROG-4 wurde eine auf Basis der Rakete 3R9 entwickelte geophysikalische Forschungsrakete identifiziert.

## FROG-5
Als FROG-5 wird die Rakete 3R10 (3Р10) des taktischen Raketenkomplexes 2K6 Luna bezeichnet. Die Rakete trägt einen nuklearen Gefechtskopf bei einer Reichweite von 32,2 km und einer Treffergenauigkeit von 1200–2000 m. Das Waffensystem wurde in großen Stückzahlen produziert und in der Sowjetarmee bis 1982 genutzt. Die in andere Staaten exportierten Waffensysteme 2K6 Luna können bis auf wenige Ausnahmen auch Raketen 3R10 verschießen, jedoch verblieben die nuklearen Gefechtsköpfe in der Verfügungsgewalt der sowjetischen Truppen. Die Übungsrakete 3R11, die anstelle des Gefechtskopfes ein Imitationsgerät besitzt, ist der Rakete 3R10 äußerlich ähnlich.

## FROG-6
Als FROG-6 wurde ein Ausbildungssystem identifiziert. Von einem derartigen Fahrzeug ist bislang nur ein Foto bekanntgeworden. Nach Auffassung russischer Autoren handelt es sich jedoch um den Prototyp der Startrampe Br-226 (Бр-226) des taktischen Raketenkomplexes 2K6 Luna. Die Entwicklung wurde eingestellt, das Gerät gelangte nicht in den Truppendienst.

## FROG-7
Als FROG-7 werden die Raketen 9M21 (9М21) bzw. 3R11 (3Р11) des taktischen Raketenkomplexes 9K52 Luna-M bezeichnet. Die Exportbezeichnung des Waffensystems lautet R-65 (Р-65) bzw. R-70 (Р-70).
FROG-7A bezeichnet dabei die Rakete 3R11 (3Р11), FROG-7B die Raketen 9M21 (9М21). Für die Rakete 9M21 sind verschiedene konventionelle und nukleare Gefechtsköpfe verfügbar. Das Waffensystem wurde 1964 in die Bewaffnung der Sowjetarmee übernommen und in zahlreiche Staaten exportiert.

## Sonstiges
Während der Kubakrise stationierte die Sowjetunion FROG-Raketen auf Kuba. Dies erfuhren die USA erst nach dem Ende der Krise. 